# 大和村 (山梨県)
大和村（やまとむら）は、かつて山梨県に存在した村である。
郡境合併で誕生し、「大いに和する」の願意を込めて大和村と名付けた。2005年11月1日、隣接する塩山市及び勝沼町と新設合併して甲州市となり消滅した。

## 地理・歴史
県中東部、郡南西端、甲府盆地の最東端に位置。日川流域の山村。山梨県を東西に分け、甲府盆地を指す国中と、県東部の山間部を指す郡内地方の中間に位置する。
室町時代の応永23年（1416年）2月には、鎌倉で起こった上杉禅秀の乱に荷担した甲斐守護・武田信満が、都留郡で上杉憲宗勢に敗退し、木賊山で自害している。棲雲寺は中国で中峰明本から臨済禅を学んだ業海本浄が貞和4年（1348年）に開創した寺院で、信満の宝篋印塔が所在している。
また、戦国時代の天正10年（1582年）3月には、織田・徳川連合軍の侵攻に備えた武田勝頼が新府城（韮崎市）から郡内領主・小山田信茂の居城である岩殿城へ退く途中の駒飼において信茂の離反を知り、日川渓谷沿いに天目山へ逃れ田野郷で敗死した（天目山の戦い）。武田氏滅亡後、天正壬午の乱を経て甲斐を領した徳川家康により、勝頼の追福のため景徳院が建立され、初鹿野山が寄進され田野郷を寺領に与えられた。
江戸時代には日川両岸に村落が成立する。右岸に初鹿野、鶴瀬の2村が成立し、両村は九筋二領における山梨郡栗原筋に属した。左岸には日影、田野、木賊の3村が成立し、八代郡石和筋に属した。山間部で水田は少ないため、生業は僅かな畑作のほか養蚕や煙草など商品作物の栽培のほか、林業や製炭などの山稼ぎ、甲州道中沿いの駒飼宿や鶴瀬宿での駄賃稼ぎが行われた。
また、九州のキリシタン大名・有馬晴信の配所としても知られる。幕末の戊辰戦争では、慶応4年（1868年）3月6日に近藤勇率いる甲陽鎮撫隊（旧新選組）が甲州街道を甲府へ向けて進軍し、一方の明治政府軍も参謀・板垣退助率いる軍勢が進軍し、甲州市勝沼の柏尾において衝突し、甲陽鎮撫隊が敗退した（甲州勝沼の戦い）。甲州勝沼の戦いでは村域の初鹿野村横吹が戦場になっている。
近代には畑作を中心とする農業のほか、養蚕・林業が行われた。1903年（明治36年）の中央線の開通・初鹿野駅（1993年（平成5年）に改称して甲斐大和駅）の開業により駒飼・鶴瀬の宿場は衰退する。1880年（明治13年）には明治天皇の山梨県行幸が行われ、これに際して駒飼宿から駒飼橋に至る直線道路が建設される。
戦後には1951年（昭和26年）に開田計画が実施され、村域においても稲作が開始された。1961年（昭和36年）に国道20号の笹子隧道が開通し、さらに1977年（昭和52年）には笹子山を貫通する中央自動車道が開業し、戦後山梨県の経済に大きな影響を与えた。一方で戦後には過疎化が進む。近年は果樹栽培、灯篭や飛石に使われる甲州鞍馬石の生産、日川渓谷や武田家終焉の地であることを活かした観光に力を入れている。

### 沿革
- 1941年（昭和16年）2月11日 - 初鹿野村・鶴瀬村・東八代郡日影村・田野村・木賊村が合併して発足。
- 2005年（平成17年）11月1日 - 塩山市・勝沼町と合併して甲州市が発足。同日大和村廃止。

## 地理
- 山
  - 大蔵高丸（標高：1781m）
  - 笹子雁ヶ腹摺山（標高：1358m）

- 河川
  - 日川

## 名勝・旧跡
- 天目山
- 景徳院
- 棲雲寺

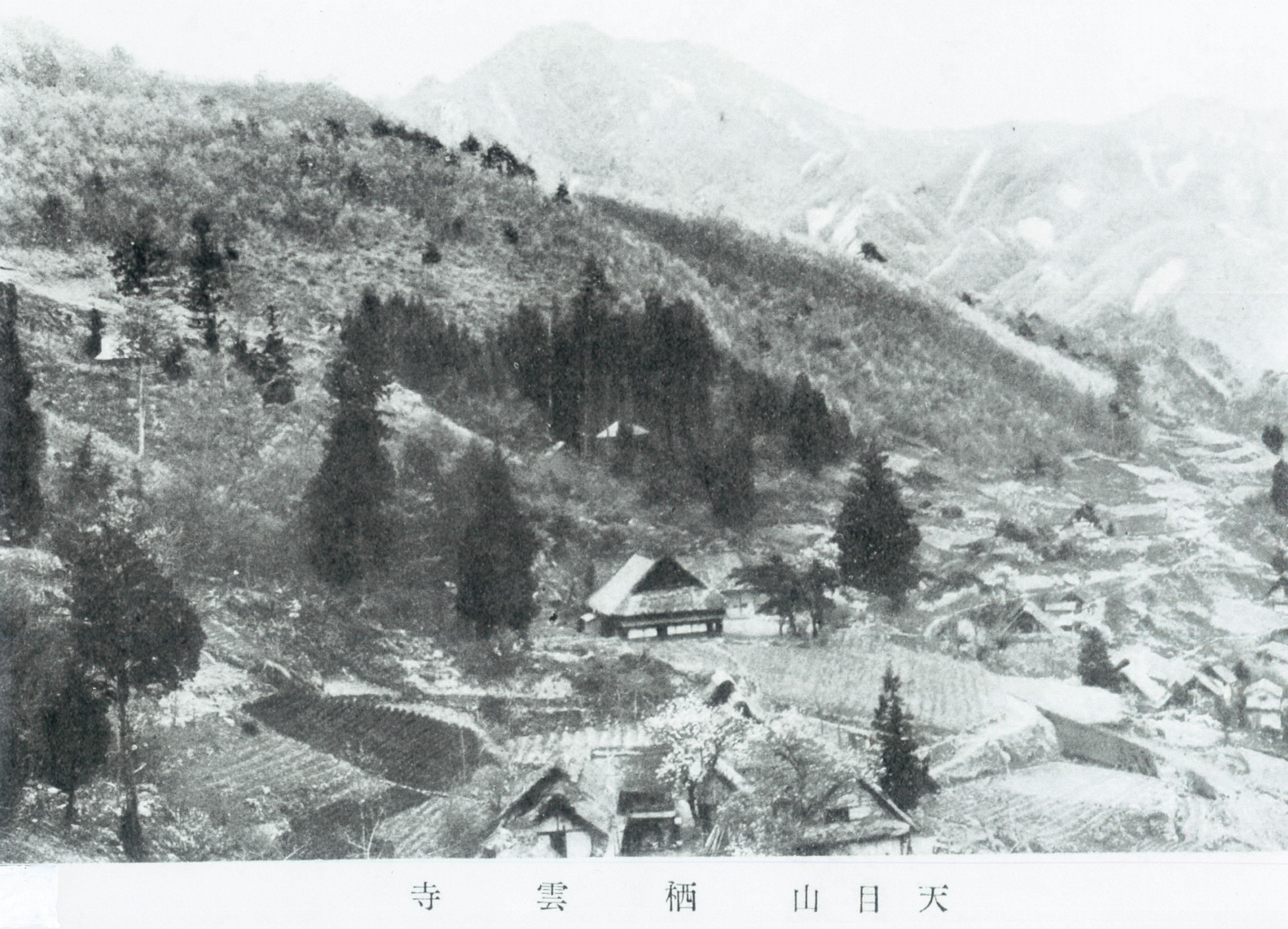
昭和初期の天目山と天目山棲雲寺全景
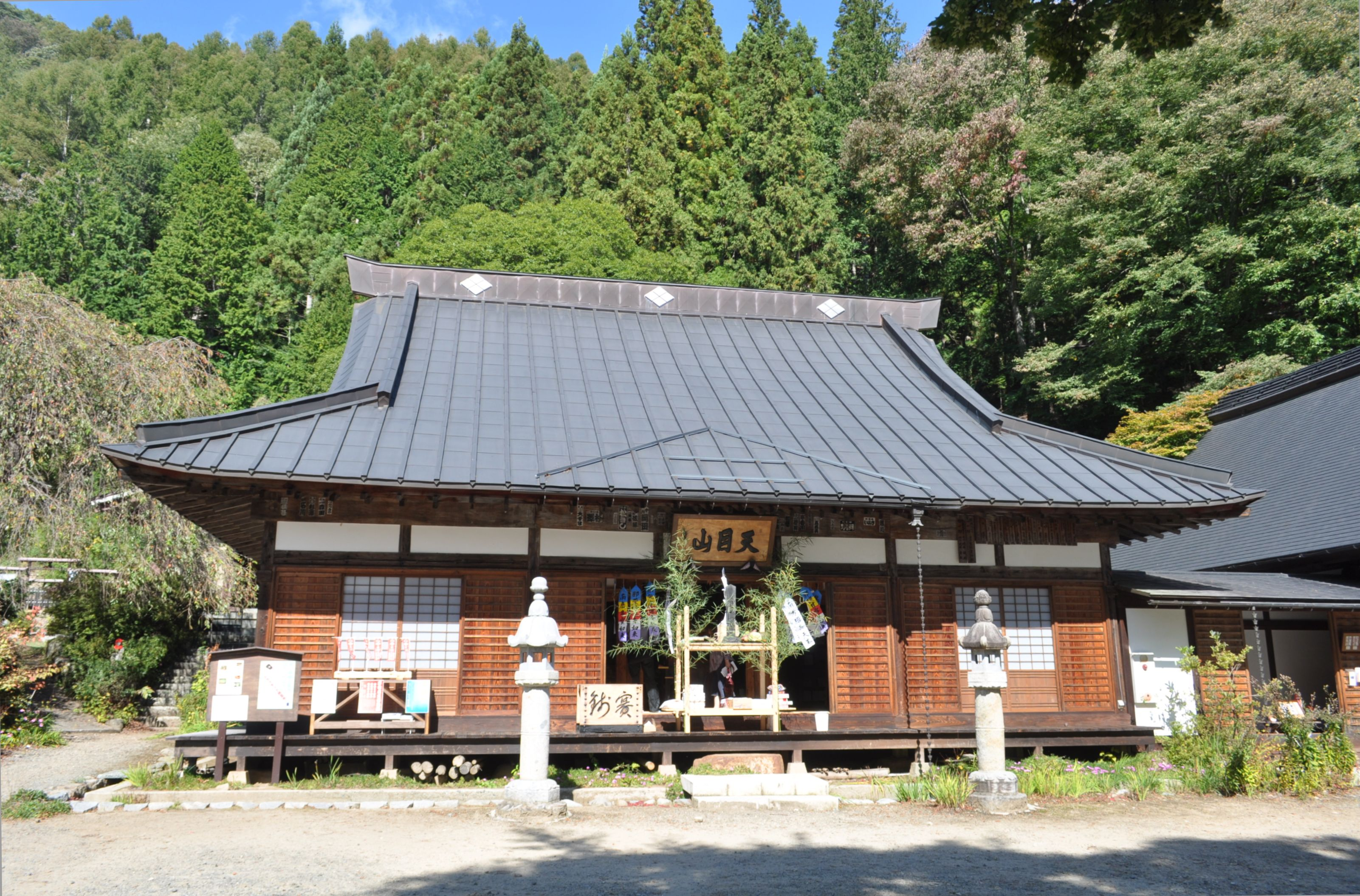
棲雲寺本堂（2017年10月9日撮影）
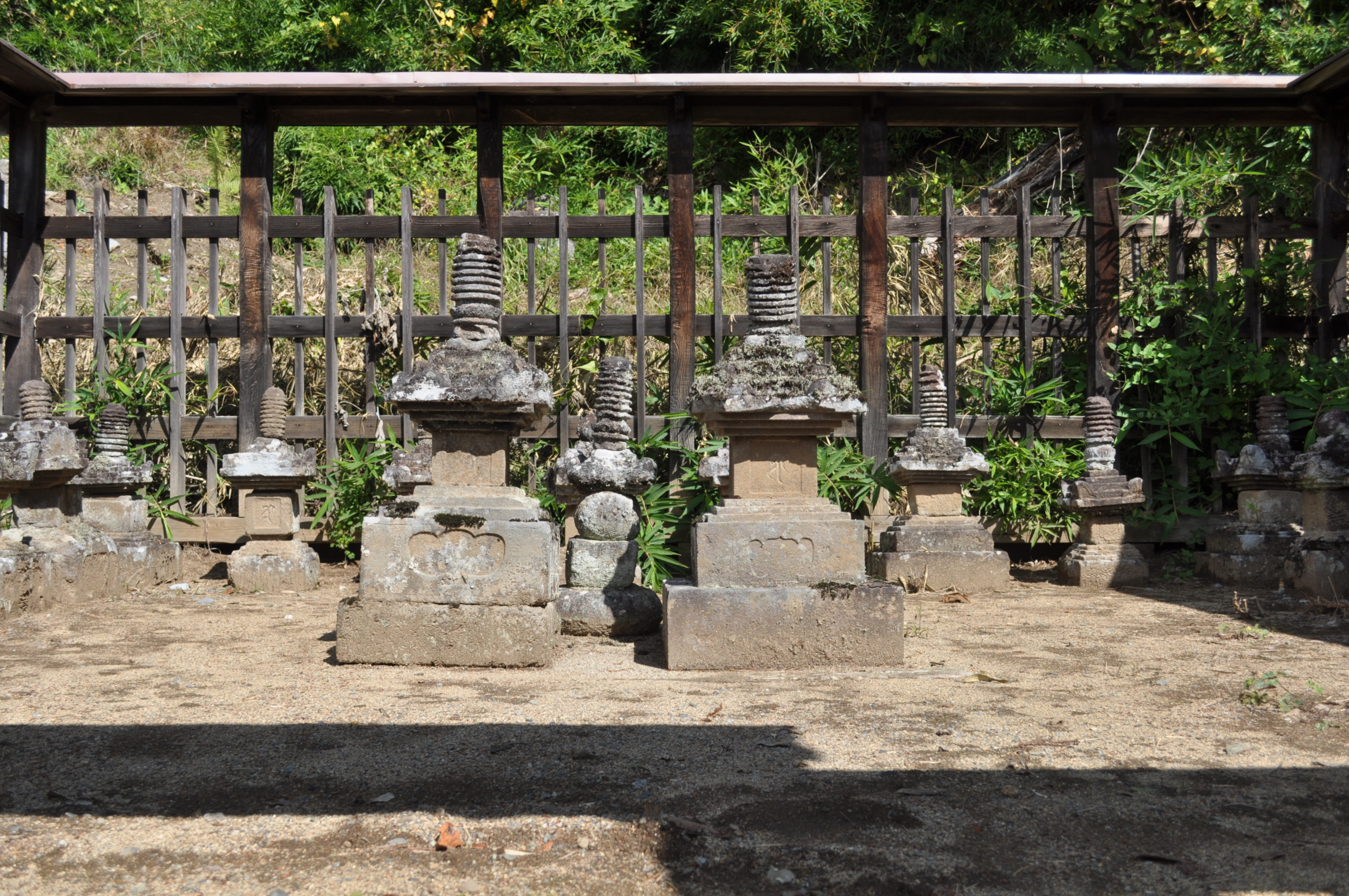
甲斐武田氏第13代当主武田信満の墓（中央右側の宝篋印塔）（市指定史跡 2017年10月9日撮影）

## 交通

### 鉄道
- 東日本旅客鉄道
  - 中央本線：甲斐大和駅（旧・初鹿野駅）

### 道路
- 高速道路
  - 中央自動車道：甲斐大和BS
- 一般国道
  - 国道20号（甲州街道）
    - 道の駅甲斐大和
- 県道
  - 山梨県道212号日影笹子線（旧国道20号、旧甲州街道）

### その他
- 甲州街道
- 笹子峠
- 笹子トンネル

## 財政
- 平成16年度決算
- 人口　1514人　H17.3.31
- 標準財政規模　9億2407万円
- 財政力指数 0.19（財政基盤が弱い）
- 歳入総額　23億1014万円　歳出総額　22億3294万円
- 実質単年度収支　9775万円（黒字）
- 歳入にしめる地方税　　　 8.6%　1億9936万円　（自主財源）
- 歳入にしめる地方交付税　34.2%　7億9033万円
- 歳入にしめる地方債　　　18.5%　4億2650万円
- 歳出にしめる人件費　14.4%　3億2257万円　地方税収の1.6倍
- 歳出にしめる公債費　17.1%　3億8192万円　地方税収の1.9倍
- 積立金合計（財政＋減債＋特定目的）7億1633万円
- 地方債現在高　30億8912万円　普通会計分のみ　地方税収（自主財源）の15.5倍
- 職員数　32人（うち技能労務職4人）、消防職員0名（一部事務組合）
- 職員一人あたり平均給料　33万2700円　すべての職員手当を含まない数字　民間のボーナスにあたる期末・勤勉手当も含まない
- 職員一人あたり人件費　1008万円

## 出身者
- 山崎照朝 - 空手家・キックボクサー・格闘技評論家